# Sakib Mahmuljin
Sakib Mahmuljin (Kozarac kraj Prijedora, 13. listopada 1951.), pravomoćno je osuđeni ratni zločinac, general Armije RBiH i nekadašnji zamjenik ministra obrane Federacije BiH, te visoki dužnosnik Stranke demokratske akcije.

## Životopis
Mahmuljin je rođen u Kozarcu. Tijekom rata u BiH bio je među najvišim bošnjačkim generalima i zapovjednik većine postrojbi odreda El Mudžahid, koje je podržavao i štitio. Snimljen je i njegov sastanak s vođama mudžahedina. Postao je zapovjednik 3. korpusa u rujnu 1994. Izjavio je da su mudžahedini Aliji Izetbegoviću i Iranu poslali 28 odsječenih glava srpskih vojnih zarobljenika. Njegova dvojica braće, Omer i Nagib, ubijeni su u logoru Omarska.
Nakon Daytonskog sporazuma, sredio je naseljenje 89 mudžahedinskih obitelji u Gornju i Donju Bočinju. Dževad Galijašević, načelnik Općine Maglaj, naredio je 2000. izgon mudžahedina nastanjenih u srpskim kućama u spomenutim selima, međutim, naređenje nije nikad izvršeno.
Nakon rata, Mahmuljin je imenovan zamjenikom ministra obrane Federacije BiH. Služio je od 18. prosinca 1996. do 12. ožujka 2001., u vrijeme dok su ministri obrane bili Ante Jelavić i Miroslav Prce u vladi Edhema Bičakčića.
Za Mahmuljina se sumnja da je počinio ratne zločine u razdoblju između srpnja i listopada 1995, u okolini Vozuće, dok su vođene borbe za to mjesto. Oko 50 srpskih ratnih zarobljenika je ubijeno. Pod tom optužbom uhićen je 8. prosinca 2015., no pušten je idući dan. Na sudu se, 4. veljače 2016., izjasnio da nije kriv.
Hrvatsko državno odvjetništvo podiglo je u ožujku 2017. optužnicu protiv Mahmuljina i nekoliko drugih časnika Armije RBiH zbog ratnih zločina počinjenih nad Hrvatima tijekom rata u BiH.
Sud Bosne i Hercegovine proglasio ga je 22. siječnja 2021. godine krivim za ratne zločine i osudio ga na 10 godina zatvora. U travnju 2022. na drugostupanjskom sudu kazna mu pravomoćno smanjena na 8 godina zatvora. 

### Knjige
- Deliso, Cristopher: The Coming Balkan Caliphate: The Threat of Radical Islam to Europe and the West. Greenwood Publishing Group, 2007.
- Schindler, John: Unholy Terror. Zenith Imprint, 2007.
- Shrader, Charles: The Muslim-Croat Civil War in Bosnia: A Military History, 1992-1994. Texas A&M University Press, 2003.
- Sivac-Bryant, Sabina: Re-Making Kozarac: Agency, Reconciliation and Contested Return in Post-War Bosnia. Springer, 2016.
- Starr, Jill: Islamic Fundamentalist’s Global Network – Modus Operandi – Model Bosnia I. Documentation Centre of Republic of Srpska, 2002.